# Jucken

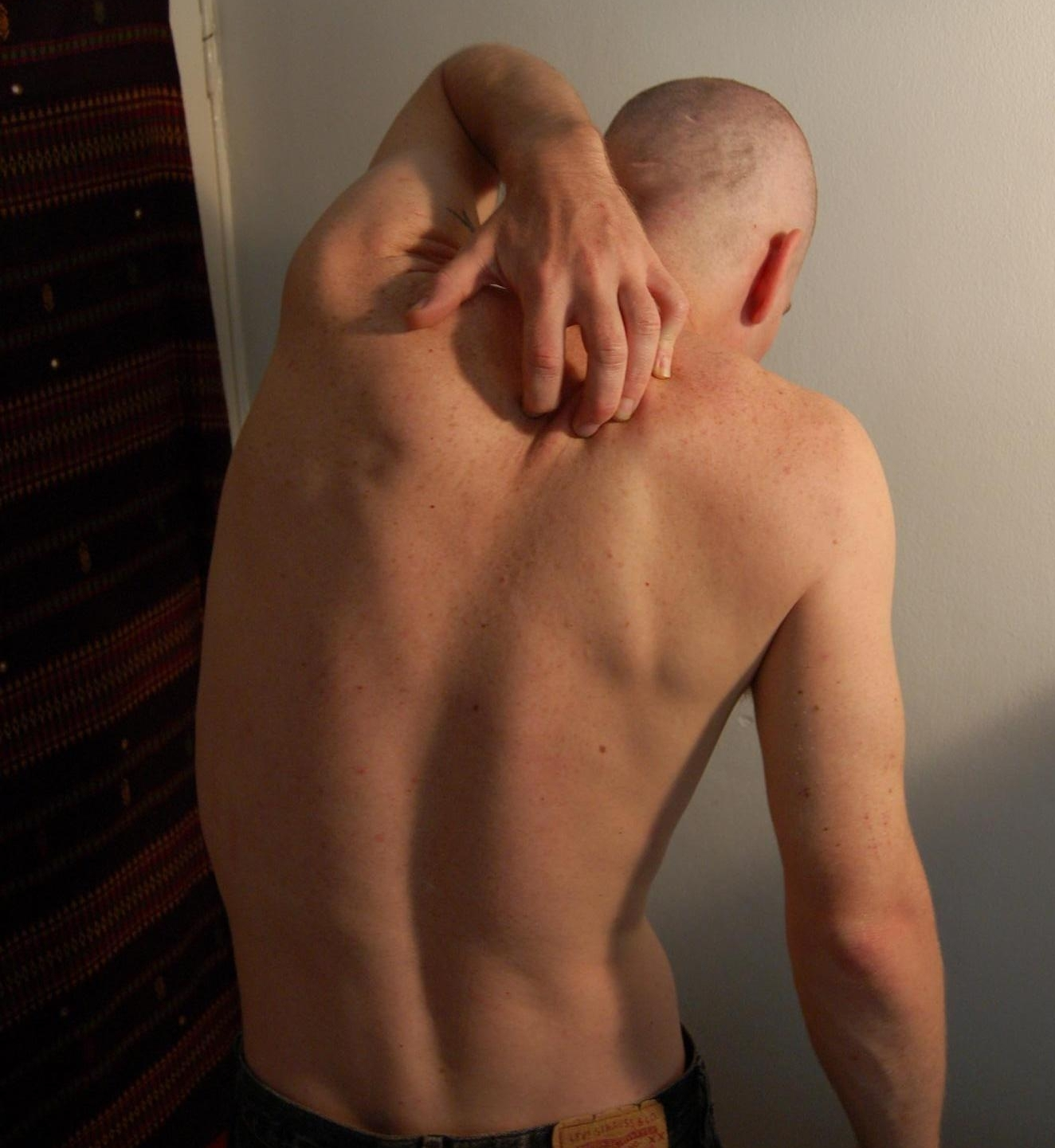
Ein Mann kratzt sich an seinem Rücken

Jucken, Juckempfindung oder Pruritus (von lateinisch prurire „jucken“) ist eine unangenehme Empfindung an der Haut, die einen Juckreiz genannten Drang zum Kratzen oder Reiben an der juckenden Stelle auslöst. Jucken kann ein Symptom für eine Hauterkrankung, eine Verletzung von Nerven (Neuropathie) oder eine systemische Erkrankung (Niere, Leber etc.) sein.

## Verbreitung
2011 betrug in Deutschland die aktuelle Betroffenheit in der Allgemeinbevölkerung 13,5 %, und 22 % der Befragten gaben an, mindestens einmal im Laufe ihres Lebens unter chronischem Jucken gelitten zu haben.
Die Abschätzungen der Verbreitung eines allgemeinen Juckens bei systemischen Erkrankungen reichen von 16 bis 50 %. Bei Nierenfunktionsstörung (Urämischer Pruritus) reichten die Schätzungen von 10 bis 70 %.

## Definitionen
- Akutes Jucken: Dauer bis sechs Wochen
- Chronisches Jucken: Dauer über sechs Wochen
- Pruritozeptives Jucken: ausgehend von Sensorzellen in der Haut
- Neuropathisches Jucken: verursacht durch Schäden an Nerven
- Neurogenes Jucken: ausgehend von Nervensystemen ohne Schäden
- Psychogenes Jucken: psychosomatische oder psychiatrische Ursachen[4]

## Funktion
Traditionell wird Jucken – ähnlich wie Schmerz – in seiner ursprünglichen Funktion als Alarmsignal aufgefasst. Mögliche Gefahrenquellen auf der Haut, wie Verunreinigungen oder sehr kleine Tiere, die man oft nicht sehen kann, sollen durch ein Juckempfinden an der betreffenden Stelle einen Drang zum Kratzen oder Reiben auslösen, der das Risiko beseitigen soll. Neuere zell- und molekularbiologische Forschung hat darüber hinaus gezeigt, dass durch Kratzen oder Reiben das komplizierte Geflecht aus Nerven- und Immunsystem in der Haut noch zusätzlich aktiviert wird, wodurch die Abwehr von möglichen Infektionskeimen verstärkt werden kann.

## Mechanismus

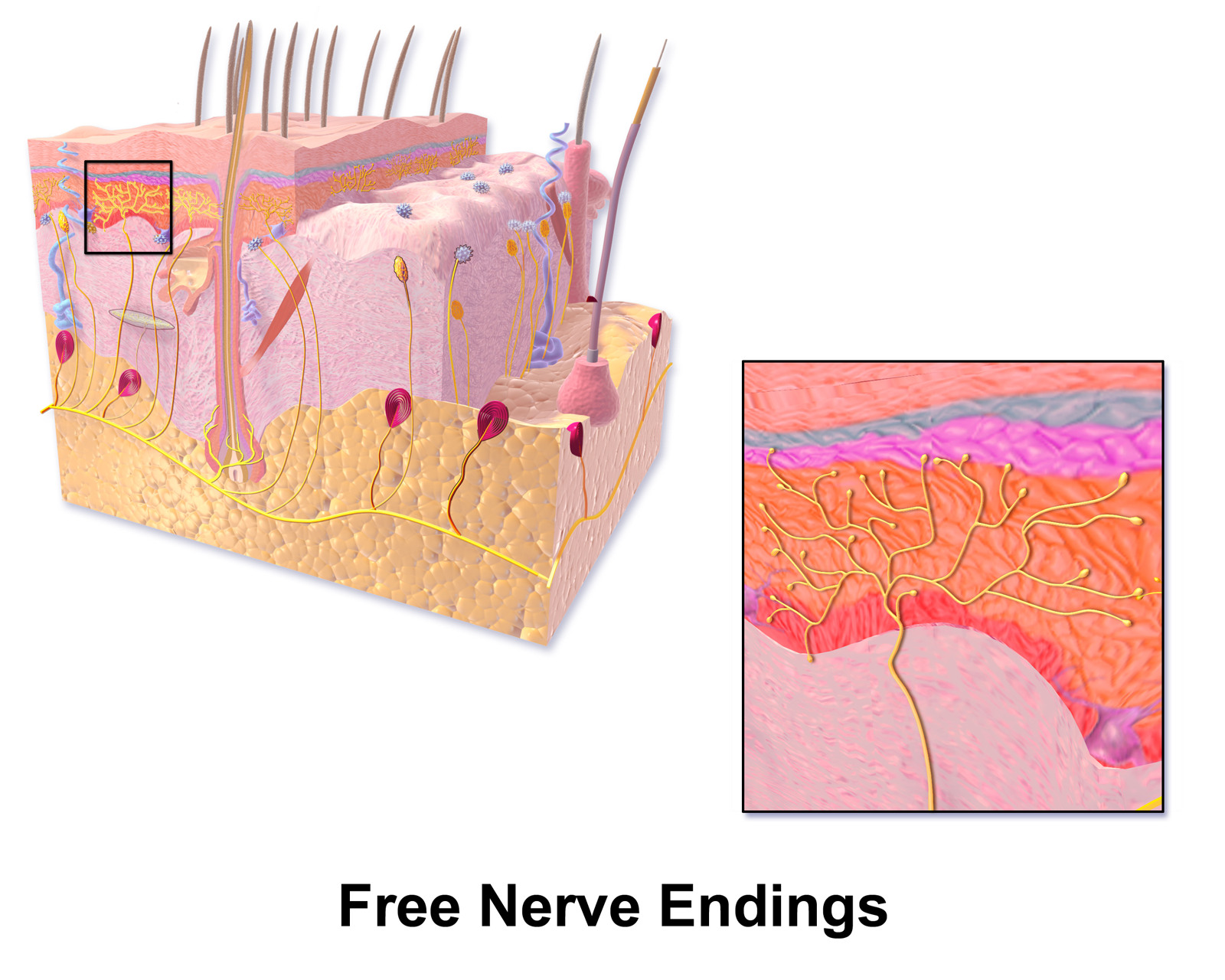
Die Enden von Nerven in der Epidermis (Oberhaut). Die darunter liegende Dermis (Lederhaut) enthält die wesentlichen Zellen und Botenstoffe des Immunsystems der Haut.

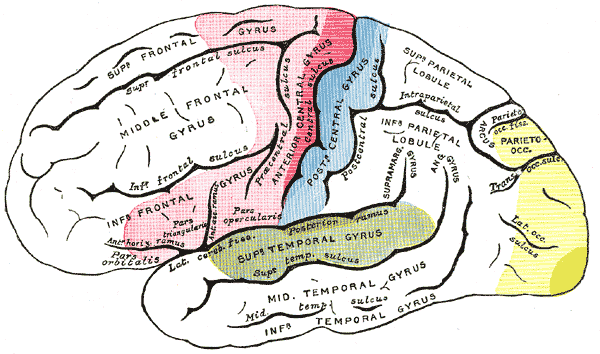
Funktionelle Organisation der Großhirnrinde
Aufsicht auf die linke Hemisphäre von der Seite
Primär-motorisches Areal
Prä/Supplementär-motorische Areale
Primär-sensible Areale
Sensible Assoziationsareale
Hörfelder
Sehfelder

### In der Haut
Einen Juckreiz auslösende Substanzen (wie etwa der Speichel der Kopflaus) können sowohl direkt die Enden der für Juckreiz sensiblen Nerven in der Epidermis (Oberhaut) erregen als auch indirekt durch Aktivierung des Immunsystems in der darunter liegenden Dermis (Lederhaut) auf diese Nerven einwirken, teilweise in Verbindung mit kleinen Schwellungen auf der Haut.
An der hier maßgeblichen Immunreaktion der Haut sind u. a. beteiligt Mastzellen, T-Lymphozyten vom Typ CD4+, und die Interleukine (Botenstoffe) IL-4, IL-13, IL-31.
Neben der Einwirkung von außen kann die Haut auch von innen über die Blutbahn mit solchen Giftstoffen angegriffen werden, die Jucken auslösen. Ein Beispiel hierfür ist die Urämie, das vermehrte Auftreten harnpflichtiger Substanzen im Blut aufgrund ungenügender Nierenfunktion (Niereninsuffizienz), was sehr häufig mit zeitweiligem Jucken an verschiedenen und wechselnden Hautstellen (urämischer Pruritus) verbunden ist.

### Im zentralen Nervensystem
Die Nervenbahnen von der Haut bis zur Karte der Hautfelder des gesamten Körpers im somatosensorischen Cortex (sensible Areale) verlaufen für Jucken über dieselben Stationen wie für Schmerz. Die beteiligten Nervenzellen sind jedoch auf den gesamten Strecken genetisch verschieden zwischen Jucksystem und Schmerzsystem, was zu der unterschiedlichen Wahrnehmung von Jucken und Schmerz führt. Entsprechend der anatomischen Nachbarschaft der Nervenbahnen gibt es jedoch auf allen Ebenen (Stationen) wechselseitige Verbindungen und Beeinflussungen der beiden Systeme. Medikamente können daher ähnliche oder verschiedene Wirkungen auf Jucken oder Schmerz haben.

## Besondere Formen
Pruritus cum materia ist Juckreiz als Begleiterscheinung von Hauterkrankungen wie z. B. atopisches Ekzem, Dermatomykosen, Psoriasis oder Urtikaria.
Pruritus sine materia ist Juckreiz ohne primäre sichtbare Hautveränderungen, der auf die Erkrankung innerer Organe (z. B. Cholestasesyndrom und primär biliäre Cholangitis durch Anstieg der Gallensäuren im Blutplasma, Niereninsuffizienz, Urämie, Diabetes mellitus, Leukämie, Lymphome, maligne Tumoren) hinweisen kann oder in zirka 50 % der Fälle ohne nachweisbare auslösende Faktoren (idiopathisch) ist, etwa in Form von aquagenem Pruritus.
Pruritus senilis oder Altersjuckreiz beruht auf zu trockener Haut, die durch altersbedingte degenerative Hautveränderungen verursacht wird.
Pruritus ani ist Juckreiz im Bereich des Afters.
Als neuropathischer Pruritus wird ein Juckreiz bezeichnet, der durch Kompression oder Degeneration von Nervenfasern entsteht. Dies ist oder kann unter anderem bei folgenden Erkrankungen der Fall sein: Notalgia paraesthetica (am Rücken), Cheiralgia paraesthetica (an der Hand), Meralgia paraesthetica (am Oberschenkel).
Urämischer Pruritus tritt bei Nierenversagen und unter Hämodialyse sehr häufig auf. Die Ursache ist nicht eindeutig geklärt, aber eine chronische Polyneuropathie, urämische Hautveränderungen und eine chronische Entzündung spielen eine Rolle.
Juckreiz kann auch als unerwünschte Arzneimittelwirkung auftreten. Arzneistoffe, die mindestens häufig (≥ 1 %) Juckreiz hervorrufen sind ACE-Hemmer, Kalziumantagonisten, Sulfonylharnstoffe, Penicilline und Cephalosporine, die Kombination von Trimethoprim mit Sulfamethoxazol, Tetracycline, Chinolone, Metronidazol, Chloroquin, Opiate, Zytokine und die direkten Gerinnungshemmer: Edoxaban und Rivaroxaban.

## Behandlung
Eine allgemeine Therapie ist aufgrund der großen Verschiedenartigkeit der Krankheit nicht möglich. Sie muss unter Berücksichtigung vieler Faktoren ganz individuell auf den Einzelfall abgestimmt werden, was eine gründliche Diagnose und ein großes Fachwissen nach dem aktuellen Forschungsstand voraussetzt. Es gibt viele Fälle, wo dies nur wenige hierauf spezialisierte Universitätskliniken leisten können.
In ganz bestimmten schweren Fällen kann u. a. empfehlenswert sein:
- Naltrexon, wodurch bestimmte Opioidrezeptoren blockiert werden, die an der Entstehung von Jucken beteiligt sind,
- Gabapentin oder Pregabalin, wodurch Calciumkanäle gehemmt werden und damit erregende Neurotransmitter, die an der Entstehung von Jucken beteiligt sind, angewendet insbesondere bei Nierenfunktionsstörung (urämischer Pruritus) und neuropathischem Jucken, aber auch in anderen Fällen.[9]

### Leitlinien
- Diagnostik und Therapie des chronischen Pruritus. AWMF S2k-Leitlinie von 2016. (awmf.org)

### Wissenschaft
- F. Cevikbas, E. A. Lerner: Physiology and Pathophysiology of Itch. In: Physiological reviews. Band 100, Nummer 3, Juli 2020, S. 945–982, doi:10.1152/physrev.00017.2019. PMID 31869278, PMC 7474262 (freier Volltext) (Review).
- M. Lay, X. Dong: Neural Mechanisms of Itch. In: Annual review of neuroscience. Band 43, Juli 2020, S. 187–205, doi:10.1146/annurev-neuro-083019-024537. PMID 32075517 (Review), (annualreviews.org/web.archive.org, Volltext, PDF)